# Kościół św. Michała Archanioła w Górzynie
Kościół pw. św. Michała Archanioła w Górzynie – kamienno-ceglana świątynia pochodząca z ok. XV wieku, przebudowana w XIX wieku. Znajduje się w Górzynie w województwie dolnośląskim, w powiecie lubińskim, w gminie Rudna. Kościół podlega rzymskokatolickiej parafii św. Michała Archanioła w Olszanach.

## Historia
Kościół został wzniesiony prawdopodobnie w miejscu wcześniejszej świątyni pogańskiej. Z biegiem czasu systematycznie rozbudowywany do obecnych kształtów. W połowie XVI wieku przejęty przez protestantów, jednakże w 1654 już na stałe powrócił do kościoła rzymskokatolickiego. Do 1679 pełnił funkcję kościoła parafialnego. Parafia w Górzynie początkowo obejmowała inne okoliczne wioski. Potem kościół należał do parafii Chobienia (do 1945), a obecnie znajduje się w parafii św. Michała Archanioła w Olszanach.
W 1945 spalony w trakcie działań wojennych lub celowo podpalony przez żołnierzy Armii Czerwonej. W indeksie zabytków pozostaje jako trwała ruina. Jego stan pozostaje dość dobry, co daje szansę na renowację zabytku w przyszłości.
Po wojnie, aż do lat 90. w kościele odbywały się lekcje religii. Ze względu na brak ochrony ulega sporadycznie aktom wandalizmu.
W 2004 na placu przed kościołem wybudowano plac zabaw dla dzieci.

## Architektura
Jest to kościół orientowany, wzniesiony z kamienia polnego oraz z cegły. Niektóre partie kamienne podczas kolejnych przebudów zostały zamienione na cegły (np. w okolicach okien) co widać obecnie. Na początku gotycki, później rozbudowywany. Posiada jedną nawę zakończoną prosto zamkniętym prezbiterium. Okna mają zarys pełny lub ostrołukowy. Po stronie północnej znajduje się ostrołukowy portal wejściowy oraz półkolista arkada. Całą budowlę otaczają liczne przypory. Po stronie zachodniej usytuowana jest wieża w podstawie czworoboczna i przechodząca w ośmiobok ze zwieńczeniem ostrosłupowym. 
Przed zniszczeniem świątynia była tynkowana, a dach pokryty dachówką ceramiczną. We wnętrzu zachowały się szczątki dwóch renesansowych płyt nagrobnych, a poza tym gdzieniegdzie dostrzec można ślady fresków naściennych. Teren kościoła częściowo otoczony jest ceglanym murem z zachowaną furtką wejściową.